# Jean-Marie Mathoul
 (janvier 2025).
Si vous disposez d'ouvrages ou d'articles de référence ou si vous connaissez des sites web de qualité traitant du thème abordé ici, merci de compléter l'article en donnant les références utiles à sa vérifiabilité et en les liant à la section « Notes et références ».
Jean-Marie Mathoul, aka Jean M. Mathoul, est un non musicien belge ou encore un manipulateur sonore (dixit Michael Gira) né à Huy en 1952 et mort dans sa ville natale le 4 juillet 2018.

## Biographie
Il est à l'origine, avec Paul Buck, de la fondation en 1984 du collectif musical et international à géométrie variable dénommé 48 Cameras dont le line-up n'a pas cessé de se modifier au fil des albums.
Depuis de nombreuses années, Mathoul collabore par correspondance - souvent via internet - avec des artistes qu'il n'a que peu ou jamais rencontrés : Martyn Bates, Rodolphe Burger, Michael Gira, Tom Heasley, Gerard Malanga, Charlemagne Palestine, Philippe Poirier, etc. Il en va de même en ce qui concerne plusieurs membres du collectif précité.
Jean-Marie Mathoul paraphrasant David Herbert Lawrence : « Notre musique pourrait être une musique écrite dans une langue étrangère que nous ne souhaiterions pas totalement maîtriser ».

## Discographie
- Avec 48 Cameras :
  - B-Sides are for lovers (1985, 139 K's Records)
  - Third & last imitation of Christ (1992, Besides)
  - Easter, November & a year (1994, Les Disques du Soleil et de l'Acier)
  - Me, my youth & a bass drum (1996, Big Bang)
  - From dawn to dust & backwards (1997, Besides)
  - THREE weeks WITH my DOG (1999, Besides)
  - I swear I saw garlic growing under my father's steps (2002, Interzone)
  - Three weeks long, I saw garlic growing under my dog's steps (2005-2006, réédition double digipack des deux précédents albums, Dead Scarlet Records)
  - After all, isn't tango the dance of the drunk man ? (2006, Interzone)
  - Before me lay some more dark waters  (2009, Interzone / an eastern belgium at night production)
  - "Right north", she said... (2012, Interzone / Transonic) _ double digipack 23 titres.
  - From a river to a hill (limited edition / 2012 / Siren Wire Editions)
  - We could bring you silk in May (2013 / Interzone).
  - Run Amok run (limited edition / 2014 / Siren Wire Editions).
  - Songs our mothers taught us (2016, Interzone)

Le collectif a de même participé en 1999 à l'album Up from the archives de Gerard Malanga, album paru sur le label Sub Rosa et comprenant également des interventions de William Burroughs, Thurston Moore, DJ Olive, Iggy Pop, etc.
- Sous son propre nom et en collaboration :
  - Maximin (2002) - enregistré par correspondance en compagnie de David Coulter et de Charlemagne Palestine, album paru sur le label Young God Records (USA)
  - Gantse Mishpuchach - Music in 3 parts (2004) - enregistré à nouveau par correspondance en compagnie de David Coulter, de Michael Gira et de Charlemagne Palestine, album paru sur le label Fringes Recordings (I)

## Publications sélectives
- Une cure au cancer (1979, Éditions Yellow Now)
- L'Équation froide (1984, Éditions Yellow Now)
- La Saison des épeires (2014, Éditions l'Orpailleur)
- Une tout autre saison (2017, Éditions l'Orpailleur)